# Roberto de Cleto
Roberto de Cleto, nome artístico de Antonio Roberto Alvarenga de Cleto (Cabo Frio, 18 de agosto de 1931 — Rio de Janeiro, 25 de janeiro de 2002) foi um ator, tradutor, colunista e professor de teatro brasileiro.

## Biografia
Roberto de Cleto foi um dos fundadores do Teatro da Praça, inaugurado em 15/05/1958, durante o governo Carlos Lacerda, com a peça infantil “O Bobo Bobão”, de Lígia Nunes, com direção de Fábio Sabag. O elenco era formado por Cláudio Corrêa e Castro, Roberto Ribeiro e alguns convidados.O teatro nasceu a partir da cessão do auditório do Centro de Recreação e Cultura da Escola Municipal Dom Aquino Correa a um grupo de atores oriundo do “Tablado”, com o nome “Teatro da Praça”.
Em junho de 1958, o espetáculo “O Chapéu de Palha de Itália”, de Euggene Labiche, direção de Geraldo Queiroz, cenários de Bela Paes Leme, com elenco de 48 atores, incluindo os artistas do grupo fundador do espaço, marcou a estréia da programação para adultos. Riva Nimitz, Isolda Cresta, Kalma Murtinho, Cláudio Corrêa e Castro, Fábio Sabag, Roberto Ribeiro e Átila Iório formaram este elenco.O grupo Teatro da Praça se desfez em 1961, deixando o teatro com programações esporádicas apresentadas por outros grupos com espetáculos infantis.
Foi professor de teatro de atores como Jandira Martini, Marcos Caruso e Eliezer Motta.
Sua estréia na televisão se deu quando participou do programa infantil Teatrinho Trol exibido pela Rede Tupi de 1956 a 1966. O ator era o Príncipe, ao lado da atriz Norma Blum que fazia uma das princesas. As outras princesas eram interpretadas por Carmen Monegal, Íris Bruzzi e Neide Aparecida. Em 1967, Roberto de Cleto fez o papel título da novela infantil O Jardineiro Espanhol, exibida pela Rede Tupi, com direção de Fábio Sabag e de Antonio Abujamra e adaptação de Tatiana Belinky.
Roberto de Cleto também foi colunista do jornal Última Hora e em parceria com Oscar Felipe, comandou da peça "E Deus Criou a Varoa".

## Filmografia

### Televisão
| Ano         | Título                | Papel              | Emissora   |
| ----------- | --------------------- | ------------------ | ---------- |
| 1956 - 1966 | Teatrinho Trol        | Príncipe Encantado | Rede Tupi  |
| 1967        | O Jardineiro Espanhol | Garcia             | Rede Tupi  |
| 1968        | A Grande Mentira      | Othon Damasceno    | Rede Globo |
| 1976        | Vejo a Lua no Céu     | Eduardo            | Rede Globo |
| 1976        | O Feijão e o Sonho    | Joel               | Rede Globo |
| 1979        | Os Gigantes           | Frederico Gurgel   | Rede Globo |
| 1980        | Marina                | Armando Noronha    | Rede Globo |
| 1983        | Louco Amor            | Tomás Lins         | Rede Globo |
| 1986        | Anos Dourados         | Orlando Campos     | Rede Globo |

### Cinema
| Ano  | Título            |
| ---- | ----------------- |
| 1963 | Boca de Ouro      |
| 1971 | Jardim de Espumas |
| 1971 | O Pecado de Marta |
| 1978 | Fim de Festa      |
| 1980 | Prova de Fogo     |
| 1984 | Quilombo          |

### Teatro
| Ano         | Título                                                                         |
| ----------- | ------------------------------------------------------------------------------ |
| 1954        | O Rapto das Cebolinhas                                                         |
| 1955        | O Baile dos Ladrões                                                            |
| 1958        | O Bobo Bobão                                                                   |
| 1958        | O Chapéu de Palha de Itália                                                    |
| 1960        | Oh, Papai, Pobre Papaizinho, Mamãe te Pendurou no Armário e Eu Estou Tristinho |
| 1964        | Pobre Menina Rica                                                              |
| 1966        | Andócles e o Leão                                                              |
| 1966        | Piquenique no Front                                                            |
| 1968        | A Comunidade                                                                   |
| 1970        | E Deus Criou a Varoa                                                           |
| 1970        | A Longa Noite de Cristal                                                       |
| 1974        | Um Tigre no Banheiro                                                           |
| 1978 - 1980 | Camas Redondas, Casais Quadrados                                               |
| 1985        | O Avesso do Avesso                                                             |
| 1987 - 1990 | Monólogo do Cleto                                                              |
| 1993        | Porca Miséria                                                                  |
| 1996        | Os Reis do Improviso                                                           |